# Tau Marin Scalare
Tau-Marin Scalare 33 è uno spazzolino da denti progettato da Gabriele Stocchi negli anni '70 per l'azienda Sigma-Tau di Emilio e Claudio Cavazza. Il suo design semplice e lineare insieme all'innovazione tecnologica dell’angolazione delle setole sintetiche, ne hanno fatto un'icona del made in Italy.